# Melville Shavelson
Melville Shavelson (Nova York, 1 d'abril de 1917 − Studio City, Califòrnia, 8 agost de 2007) va ser un director de cinema, guionista i productor estatunidenc.

## Biografia
La seva primera esposa, Lucille, amb qui va tenir dos fills, mor el 2000. Es casa en segones núpcies amb Ruth Florea el 20 desembre de 2001.
Destacar la seva presidència de la Scrpit Guild of America  de 1969 a 1971, després de 1979 a 1981, i finalment de 1985 a 1987.

## Filmografia

### Director
- 1955: The Seven Little Foys
- 1957: Beau James
- 1958: Houseboat
- 1959: The Five Pennies
- 1960: Capri (It Started in Naples)
- 1961: On the Double
- 1962: The Pigeon That Took Rome
- 1963: Samantha (A New Kind of Love)
- 1966: L'ombra d'un gegant (Cast a Giant Shadow)
- 1968: Teus, meus i nostres (Yours, Mine and Ours)
- 1969: My World and Welcome to It
- 1972: Guerra entre homes i dones (The War Between Men and Women)
- 1972: Here Comes the Judge (TV)
- 1974: Família barrejada (Mixed Company)
- 1975: The Legend of Vamentino (TV)
- 1976: The Great Houdini (TV)
- 1978: Ike: The War Years (TV)
- 1979: Ike (TV)
- 1983: The Other Woman (TV)
- 1985: Deceptions

### Guionista
- 1941: Ipso-Capades
- 1944: La princesa i el pirata (The Princess and the Pirate)
- 1945: Un home fenomen (Wonder Man)
- 1945: Hollywood Victory Caravan
- 1946: L'admiració de Brooklyn (The Kid from Brooklyn)
- 1947: KTLA Primere (TV)
- 1947: Where There's Life
- 1949: Sorrowful Jones
- 1949: It's a Great Feeling
- 1949: Always Leave Them Laughing
- 1949: The Great Lover
- 1950: The Daughter of Rosie O'Gradie
- 1950: Riding High
- 1951: On Moonlight Bay
- 1951: I'll See You in My Dreams, de Michael Curtiz
- 1951: Double dynamite
- 1952: Sempre n'hi cap un altre (Room for One More)
- 1952: Abril a París (April in Paris)
- 1953: Trouble Along the Way
- 1954: Living It Up
- 1955: The Seven Little Foys
- 1957: Beau James
- 1957: Goodyear Theatre (TV)
- 1958: Houseboat
- 1959: The Five Pennies
- 1961: On The Double
- 1962: The Pigeon That Took Rome
- 1963: Samantha (A New Kind of Love)
- 1966: L'ombra d'un gegant (Cast a Giant Shadow)
- 1967: Accidental Family (TV)
- 1968: Teus, meus i nostres (Yours, Mine and Ours)
- 1969: Muy World and Welcome to It
- 1970: Three Coins in the Fountain (TV)
- 1971: Comedy Playhouse (TV)
- 1971: Allan (TV)
- 1972: Guerra entre homes i dones (The War Between Men and Women)
- 1972: Here Comes the Judges (TV)
- 1974: Família barrejada (Mixed Company)
- 1975: The Legend of Valentino (TV)
- 1976: The Great Houdini
- 1978: Ike: The War Years
- 1979: Ike
- 1985: Deceptions (TV)
- 2005: Teus, meus i nostres (Yours, Mine and Ours)

### Productor
- 1953: Trouble Along the Way
- 1962: The Pigeon That Took Rome
- 1963: Samantha
- 1966: L'ombra d'un gegant (Cast a Giant Shadow)
- 1971: Comedy Playhouse (TV)
- 1971: Allan (TV)
- 1972: here Comes the Judge (TV)
- 1974: Família barrejada (Mixed Company)
- 1979: Ike (TV)

## Premis i nominacions
Premis
- Al Script Guild of America, WGA Award al millor guió el 1953, 1959, 1960, 1963, 1969, 1973 i el 1979

Nominacions
- 1956: Oscar al millor guió original per The Seven Little Foys
- 1959: Oscar al millor guió original per Houseboat